# Hero (canción de Family of the Year)
«Hero» es un tema de la banda estadounidense Family of the Year, incluido en el álbum Loma Vista de 2012. La canción ha sido incluida en diversas bandas sonoras y supuso para la banda su primer gran éxito internacional, logrando posicionarse entre los primeros puestos de las listas de éxitos europeas y llegando al número 1 de las listas norteamericanas.
El tema fue escrito por Joe Keefe y apareció por primera vez en el EP de 2010 Through The Trees en una versión corta. Posteriormente fue regrabado e incluido en el segundo álbum de Family of the Year, Loma Vista. Fue lanzado como segundo sencillo del álbum e interpretado en directo por la banda en diversos programas de televisión en Norteamérica como The Tonight Show with Jay Leno, Jimmy Kimmel Live! o Conan, alcanzando una gran repercusión. 
La canción apareció en un anuncio de McDonald's en España y en la banda sonora de la película Thanks for Sharing de 2012, así como en las series de televisión Girls, Los mal pagados, World of Jenks, Couples Therapy, y Degrassi: The Next Generation. Posteriormente fue incluida en la banda sonora de la película de Richard Linklater nominada a un Oscar, Boyhood, de 2014. Así como también, en la serie surcoreana del 2014 It's Okay, That's Love.

## Lista de canciones
- Digital EP (Europa)[4][5]

1. "Hero" – 3:10
2. "Hero" (acústico) – 3:13
3. "Buried" (acústico) – 3:27
4. "She Wanted Someone Else" – 3:31

- CD single (Alemania, Austria y Suiza)[6]

1. "Hero" – 3:11
2. "Hero" (acústico) – 3:13